# ホンダ・DJ・1
DJ・1（ディージェイわん）は、本田技研工業がかつて製造販売したオートバイのシリーズ商標である。

## 概要
1980年代半ばに製造販売されたアンダボーンフレームに排気量49 ccの空冷2ストローク単気筒エンジンを搭載し、乾式多板シュー式クラッチを介したVベルト式無段変速機による動力伝達を行うスクーターであるが、販売ターゲットをユーザーの大半を占める若年層向けとしてスポーティー指向を高めて開発されたモデルである。またコンポーネンツの多くはタクトシリーズと共用する。
バリエーションの追加なども実施されたが、1988年のDJ・1RRを最後に生産終了となった。実質的な後継車はDJ・1RRと同時期に発売されたDio、及び翌1989年発売のG´。
なお車名の由来については諸説混沌としたが、本田技研工業では流行の音楽と陽気な早口で若者を魅き付けるディスクジョッキー（Disc Jockey）のほか、突進を意味するDash、躍動を意味するJump。活気を意味するDynamic、高速感を意味するJetline、愉快を意味するJolleyなどに由来すると公表している。
黒い全身タイツを着て、禿頭で髭を生やし、サングラスをかけた黒人男性がコミカルに「カモーン!DJDJ!」と言うCMが話題となった。

## 車両解説
※本項ではモデル別に解説を行う。

### DJ・1
型式名A-AF12。1985年3月27日、同年4月1日発売。
内径×行程 = 40.0×39.6（mm）から最高出力5.2 PS / 6,500 rpm・最大トルク0.60 kg·m / 6,000 rpmのスペックを発揮するAF05E型エンジンを搭載する。
サスペンションは、前輪がトレーリングリンク、後輪がユニットスイング、ブレーキは前後ともリーディングトレーディング、タイヤサイズは前後とも3.00-8とされた。
標準車のほかに、インナーボックスを装備するウイングスペシャルエディションを同年5月25日に発売。標準販売価格は、標準車が109,000円、ウイングスペシャルエディションが119,000円。年間販売目標は200,000台とされた。
1986年7月22日には以下のカラーリング追加を発表。
- DJ・1 スペシャル（パールミルキーホワイト）：同月23日発売
- DJ・1 スペシャル（パールスプリングピンク）：同年9月上旬発売

### DJ・1R

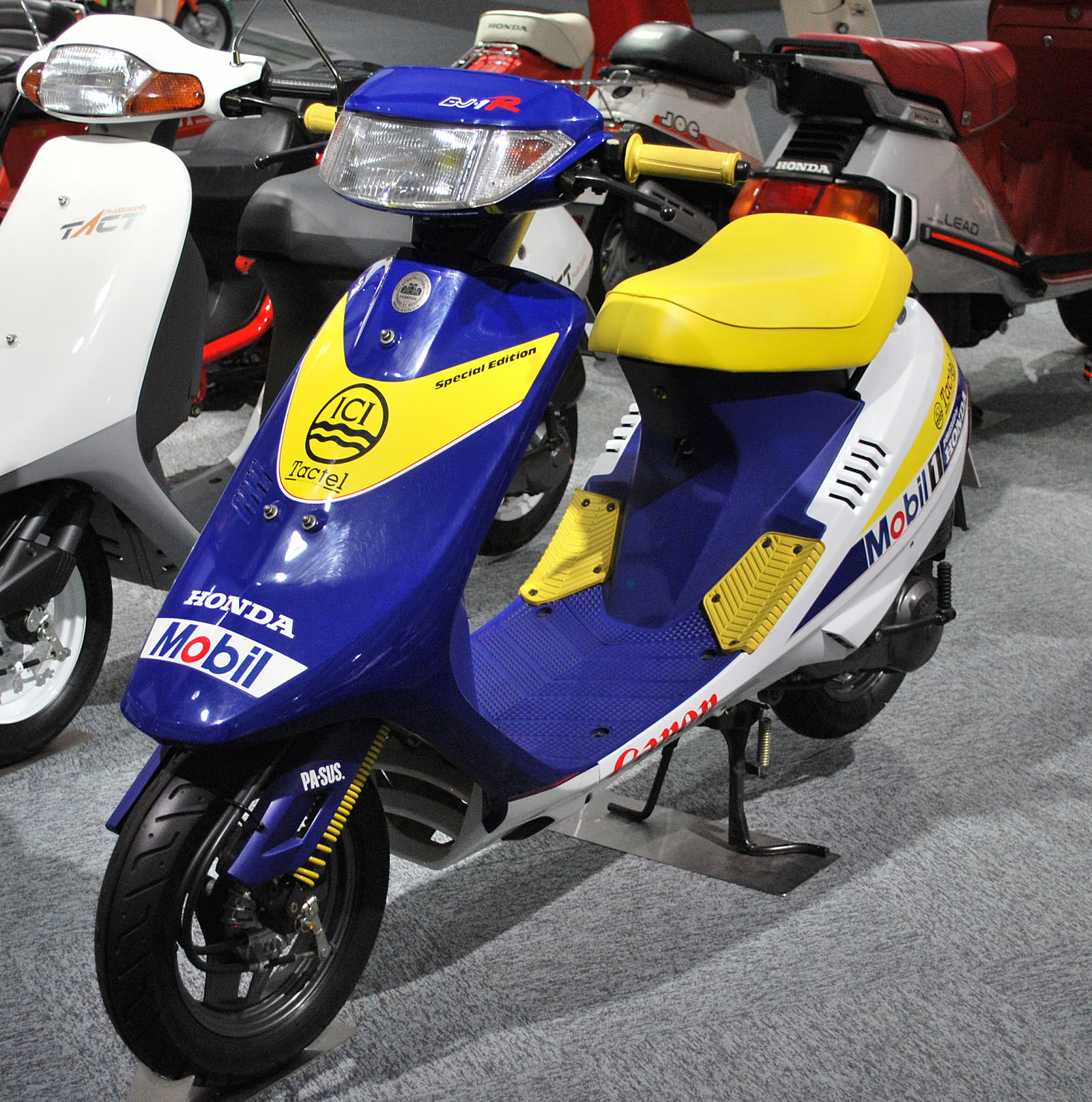
DJ・1R F1 ウィニングスペシャル
ホンダコレクションホール所蔵車

1986年3月11日発表、同月13日発売の追加モデル。型式名は引き続きA-AF12とされたが、DJ・1からは以下の変更を実施。
- 最高出力5.5 PS / 6,500 rpm・最大トルク0.63 kg·m / 6,000 rpmへ向上
- 前後タイヤサイズを80/90-10へ変更

標準販売価格は129,000円。年間販売目標は60,000台とされた。
1986年7月22日には以下の限定車を同月23日から2,000台限定で発売することが発表された
- ビバユーエディション：黒・白の水玉模様ならびにストライプを組合せた仕様 同月23日発売 標準販売価格129,000円[注 7]

1987年2月4日発表、同月5日発売で以下のマイナーチェンジを実施
- 最高出力6.0 PS / 6,500 rpm・最大トルク0.69 kg·m / 6,000 rpmへ向上

### DJ・1L
1986年6月25日発表、同月26日発売。型式名DF01。DJ・1Rをベースに搭載するエンジンの排気量を56 ccにアップさせた原付2種（小型自動二輪車）である。最高出力5.8 PS / 6,500 rpm・最大トルク0.68 kg·m / 6,000 rpmとしたほか、前後タイヤサイズは2.75-10、左バックミラーを標準装備する。標準販売価格は139,000円、年間販売目標は20,000台とされた。

### DJ・1RR
1988年1月21日発表、同年2月1日発売。型式名A-AF19。車名の読み方はディージェイワンダブルアールである。DJ・1/1R/1Lを統合するフルモデルチェンジ車で以下の変更を実施。
- 搭載エンジンを内径x行程=39.0×41.4（mm）[注 9]のAF18E型[注 10]へ変更
- 最高出力6.8 PS / 7,000 rpm・最大トルク0.73 kg·m / 6,500 rpm
- 前輪サスペンションをテレスコピックへ変更
- 前輪ブレーキにフィンを追加し⌀95へ大径化
- サイドカバー後部にエアダクトを新設

標準販売価格は139,000円。年間販売目標は30,000台とされた。